# Мховиці
Мховиці (пол. Mchowice) — село в Польщі, у гміні Пйонтек Ленчицького повіту Лодзинського воєводства.
Населення — 107 осіб (2011).
У 1975-1998 роках село належало до Плоцького воєводства.

## Демографія
Демографічна структура станом на 31 березня 2011 року:
|          | Загалом | Допрацездатний вік | Працездатний вік | Постпрацездатний вік |
| -------- | ------- | ------------------ | ---------------- | -------------------- |
| Чоловіки | 56      | 18                 | 26               | 12                   |
| Жінки    | 51      | 8                  | 27               | 16                   |
| Разом    | 107     | 26                 | 53               | 28                   |